# Samuel Stehman Haldeman

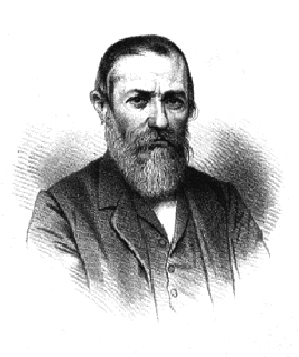
Samuel Stehman Haldeman

Samuel Stehman Haldeman (* 12. August 1812 in Locust Grove, Pennsylvania; † 10. September 1880 in Chickies, Pennsylvania) war ein amerikanischer Natur- und Sprachforscher.

## Leben und Wirken
Haldeman studierte auf dem Dickinson College in Carlisle und zog 1835 nach Chickies, wo er mit seinen Brüdern eine Eisengießerei gründete. Er beschäftigte sich in seiner Freizeit mit Naturwissenschaften, besonders mit der Conchologie, und gab das Werk Monograph of the Limniades, or freshwater univalve shells of the United States (Philadelphia 1842) heraus, das besonders in Frankreich günstig aufgenommen wurde. 1844 wurde er in die American Philosophical Society gewählt, 1850 in die American Academy of Arts and Sciences und 1876 in die National Academy of Sciences. Zu seinen wichtigsten sprachwissenschaftlichen Schriften gehören Elements of Latin pronunciation (1851, 2. Auflage 1873); Analytic orthography (1860), für das er den von Walter Calverley Trevelyan, dem Präsidenten der Phonetischen Gesellschaft Großbritanniens, ausgeschriebenen Preis von 100 Pfund Sterling erhielt; The rhymes of the poets (1868), eine Sammlung schlechter Reimbeispiele; Pennsylvania Dutch, eine Darstellung der pennsylvanisch-deutschen Umgangssprache (1872); Outlines of etymology (1877) und Word-building (aus dem Nachlass, 1881). Ab 1869 war er Professor der vergleichenden Sprachwissenschaft an der Universität von Pennsylvania.

## Mitgliedschaften
1842 wurde Haldeman von John Clarkson Jay als Mitglied Nummer 261 der Société Cuvierienne vorgestellt.